# Fatumanaro (Ort)
Fatumanaro ist eine osttimoresische Siedlung im Suco Acumau (Verwaltungsamt Remexio, Gemeinde Aileu).

## Geographie
Fatumanaro bildet keine geschlossene Siedlung. Die Gebäude verteilen sich vom Nordwesten der Aldeia Fatumanaro bis in den Süden über zwei Bergrücken und das dazwischenliegende Tal (300 m) eines der Quellflüsse des Quiks, der nur in der Regenzeit Wasser führt. Auf dem östlichen Bergrücken befindet sich im Süden ein einzelnes Haus (666 m), das laut offizieller Karte das Zentrum der Ortschaft Fatumanaro bildet. Die anderen Gebäude dieser Ortschaft liegen im Nordwesten auf dem nächsten Bergrücken (579 m) und gehen über in den Ort Lakeru Laran, an der Grenze zum Suco Camea an und reichen nur zum Teil bis zum östlichen Berg.